# Барон Уинфорд

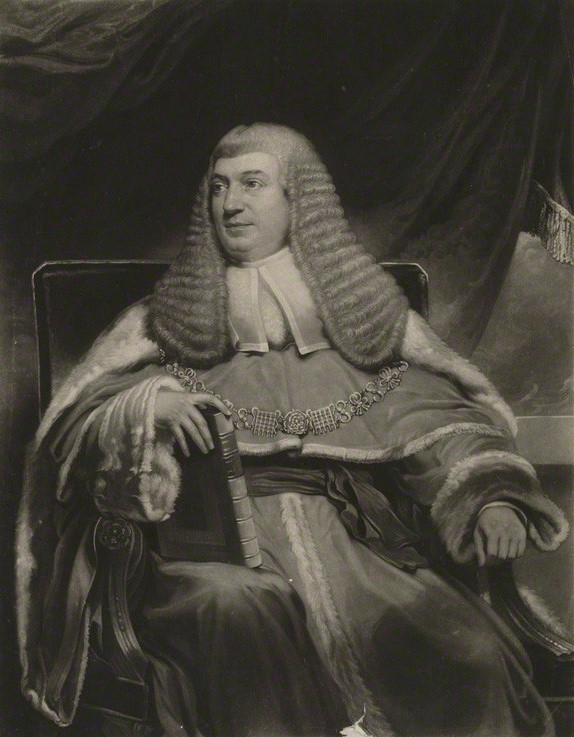
Уильям Бест, 1-й барон Уинфорд (1767—1845)

Барон Уинфорд из Уинфорда Игла в графстве Дорсет — наследственный титул в системе Пэрства Соединённого королевства. Он был создан 5 июня 1829 года для британского политика и юриста, сэра Уильяма Беста (1767—1845). Он был депутатом Палаты общин от Бридпорта (1808—1816) и Гилфорда (1818—1819), а также занимал должность главного судьи общей юрисдикции (1824—1828). Его старший сын, Уильям Сэмюэл Бест, 2-й барон Уинфорд (1798—1869), представлял в Палате общин Митчелл (1831—1832). После смерти его младшего сына, Генри Молинье Беста, 4-го барона Уинфорда (1829—1903), эта линия семьи прервалась. Титул барона унаследовал его двоюродный брат, Джордж Бест, 5-й барон Уинфорд (1838—1904). Он был сыном преподобного достопочтенного Сэмюэла Беста (1802—1873), третьего сына 1-го барона Уинфорда. 
По состоянию на 2024 год носителем титула являлся его правнук, Джон Филипп Роберт Бест, 9-й барон Уинфорд (род. 1950), который наследовал своему отцу в 2002 году.

## Бароны Уинфорд (1829)
- 1829—1845: Уильям Дрейпер Бест, 1-й барон Уинфорд[англ.] (13 декабря 1767 — 3 марта 1845), сын Томаса Беста;
- 1845—1869: Уильям Сэмюэл Бест, 2-й барон Уинфорд[англ.] (19 февраля 1798 — 28 февраля 1869), старший сын предыдущего;
- 1869—1903: Уильям Дрейпер Мортимер Бест, 3-й барон Уинфорд (2 августа 1826 — 27 августа 1899), старший сын предыдущего;
- 1903—1903: Генри Молинье Бест, 4-й барон Уинфорд (9 ноября 1829 — 28 октября 1903), младший брат предыдущего;
- 1903—1904: Джордж Бест, 5-й барон Уинфорд (14 декабря 1838 — 27 октября 1904), старший сын достопочтенного преподобного Сэмюэла Беста (1802—1873) от второго брака, внук 1-го барона Уинфорда;
- 1904—1940: Филипп Джордж Бест, 6-й барон Уинфорд (27 августа 1871 — 15 декабря 1940), старший сын предыдущего;
- 1940—1943: Сэмюэл Джон Бест, 7-й барон Уинфорд (24 июня 1874 — 29 августа 1943), младший брат предыдущего;
- 1943—2002: Роберт Сэмюэл Бест, 8-й барон Уинфорд (5 января 1917 — 21 января 2002), старший сын предыдущего;
- 2002 — настоящее время: Джон Филип Роберт Бест, 9-й барон Уинфорд (род. 23 ноября 1950), единственный сын предыдущего;
  - Наследник титула: достопочтенный Гарри Роберт Фрэнсис Бест (род. 9 мая 1987), единственный сын предыдущего.